# Arribas de Epiro
Arribas de Epiro (en griego antiguo: Ἀρύββας) era hermano de Neoptólemo I de Epiro (c. 390-322 a. C-) fue rey de Molosia y por lo tanto tío paterno de Olimpia y de Alejandro de Epiro. Era hijo de Alcetas I de Epiro y corregente del reino de Epiro de 370 a 360 a. C., de 360 a 342 a. C. rey único de Epiro, y de 323 a 322 a. C. Fue padre de Eácides I de Epiro y abuelo de Pirro de Epiro.

## Reinado
Tras la muerte de Alcetas I, sus dos hijos, Neoptólemo y Arribas, decidieron compartir el trono, hecho que tuvo lugar por primera vez en la historia del reino, según Pausanias. Después de morir su hermano esposó a su sobrina Troa, y reinó en solitario.
Arribas hubo de hacer frente durante su reinado a la ascensión y pujanza del Reino de Macedonia, durante el reinado de Filipo II. A pesar de la alianza sellada entre los Eácidas y los argéadas mediante el matrimonio de Filipo con Olimpia, se convirtió en un auténtico protectorado macedonio.
En 351 a. C., hubo de ceder al reino vecino los territorios fronterizos entre Epiro y Macedonia, y debió perder parte de su soberanía, porque cesó de acuñar moneda. Filipo llevó a Pella como rehén a Alejandro el Moloso, sobrino de Arribas y hermano de Olimpia, por lo tanto, cuñado, y posteriormente amigo íntimo suyo. En 342 a. C., Filipo II destronó a Arribas y le sustituyó por Alejandro I.
En el trascurso de su segundo reinado, durante la Guerra Lamiaca es cuando debió recibir el apelativo de «el Moloso», tal vez la expresión «los molosos, sometidos a Aripteo», fuera él quien, fingiendo entrar en la alianza, abrazó a traición la causa de los macedonios. Hacia 360 a. C. durante un ataque ilirio, Arribas evacuó a la población no combatiente a Etolia y dejó que los ilirios saquearan a su antojo. La estratagema surtió efecto y los molosos cayeron sobre los ilirios y los derrotaron.

## Posteridad
De Troa, su sobrina y hermana de Olimpia, y por consiguiente tía de Alejandro Magno, tuvo dos hijos: Alcetas II y Eácides, padre de Pirro I.